# Parathyma nefte
Parathyma nefte är en fjärilsart som beskrevs av Pieter Cramer 1782. Parathyma nefte ingår i släktet Parathyma och familjen praktfjärilar. Inga underarter finns listade i Catalogue of Life.